# Pelasgía
Pelasgía (Pelasgia) är en ort i Grekland.   Den ligger i prefekturen Fthiotis och regionen Grekiska fastlandet, i den centrala delen av landet, 130 km nordväst om huvudstaden Aten. Pelasgía ligger 198 meter över havet och antalet invånare är 1 497.
Terrängen runt Pelasgía är lite bergig. Havet är nära Pelasgía åt sydost. Runt Pelasgía är det ganska glesbefolkat, med 27 invånare per kvadratkilometer. Närmaste större samhälle är Stylída, 19,6 km väster om Pelasgía. 